# Antagonist
Antagonist – pierwszy album studyjny niemieckiej grupy muzycznej Maroon.

## Lista utworów
1. "Tempest I" (instrumentalny) – 1:58
2. "The Beginning Of The End" – 4:05
3. "An End Like This" – 3:57
4. "Shadow Of The Vengeance" – 3:41
5. "Tempest II" (instrumentalny) – 0:19
6. "Drowning" – 4:37
7. "Still Believe In What Has Fallen Apart" – 5:01
8. "Beneath The Ashes" – 3:40
9. "Stillborn" – 5:29
10. "What Remains" (instrumentalny) – 2:31
11. "Declaration" (cover Canon) – 3:15

## Twórcy
Członkowie grupy
- André Moraweck – śpiew, teksty
- Sebastian Grund – gitara elektryczna
- Marc Zech – gitara elektryczna, projekt okładki płyty
- Tom-Eric Moraweck – gitara basowa, teksty
- Uwe Gruse – perkusja

Udział innych
- Patrick W. Engel, Ralf Müller – produkcja muzyczna, inżynieria dźwięku
- Maroon, Patrick W. Engel – miksowanie, mastering
- Falk, Marcus, Martin, XPappeX – okrzyki w tle
- Marcus Bischoff (Heaven Shall Burn) – śpiew dodatkowy w utworze "An End Like This"

## Opis
- Materiał został nagrany w studio Rape of Harmonies w Triptis od listopada 2001 do stycznia 2002. Miksowanie i mastering wykonano w lutym 2002.
- Widok na okładce płyty przedstawia fragment obrazu „Nowe Jeruzalem” z 1865 roku autorstwa Gustava Doré[3], przedstawiający scenę opisaną w Nowym Testamencie, Apokalipsa świętego Jana 21:1-2 – wizję miasta dla zbawionych Nowe Jeruzalem[4].
- Płyta ta była w całości przesycona manifestami w duchu straight edge, weganizmu, protestem przeciw niszczeniu przyrody ziemi, sprzeciwem wobec zabijaniu zwierząt, jedzeniu mięsa oraz wiwisekcji.
- Utwór „Declaration” to cover amerykańskiego zespołu hardcore-straight edge Canon, wydany pierwotnie na płycie The Solution” 7 z 1994 roku.
- Pierwotnie album został wydany nakładem amerykańskiej wytwórni vegan straight edge, Catalyst Records w 2002. Reedycja płyty ukazała się w 2003 nakładem Alveran Records. W 2003 wydano ją także w Brazylii nakładem Liberation Records.